# Archidiocèse de Gitega
L’archidiocèse de Gitega est un archidiocèse de l'Église catholique au Burundi.

## Histoire
C'est le 12 décembre 1912 qu'est érigé le vicariat apostolique du Kivu, devenu en 1921 vicariat apostolique de l'Urundi et du Kivu. Le 25 avril 1922, celui-ci est renommé en vicariat apostolique de l'Urundi, et scindé en deux pour créer le vicariat apostolique du Ruanda. Le 14 juillet 1949, il perd une partie de son territoire pour former le vicariat de Ngozi et devient alors le vicariat apostolique de Kitega. Le 11 juin 1959, le vicariat apostolique d'Usumbura est créé par détachement de portions de ces deux vicariats.
Le 10 novembre 1959, le vicariat apostolique de Kitega est érigé en archidiocèse métropolitain de Gitega. En juin 1961, il cède une partie de son territoire pour former le nouveau diocèse de Bururi, puis de nouveau en avril 1973, en faveur du diocèse de Ruyigi.  

## Géographie
Son territoire est, pour l'essentiel, formé de quasiment toute la province de Gitega et de la majeure partie de la province de Karusi.
L’église principale de l’archidiocèse est la cathédrale du Christ-Roi de Gitega. Le sanctuaire Marie-Reine-de-la-Paix de Mugera se trouve sur son territoire.

## Diocèsessuffragants
- Muyinga
- Ngozi
- Rutana
- Ruyigi